# Orient-Zwergohreule
Die Orient-Zwergohreule (Otus sunia) ist eine Eulenart aus der Gattung der Zwergohreulen. Sie ist in Süd- und Ostasien verbreitet.

## Beschreibung
Die sehr kleine Eule mit sichtbaren Federohren erreicht eine Länge von 17 bis 21 Zentimetern und hat ein Gewicht von 75 bis 95 Gramm, wobei das Weibchen im Durchschnitt sechs Gramm schwerer ist als das Männchen. Die Augen sind gelb, der Schnabel schwarz. Auf den Schulterfedern befinden sich schwarz gerandete, weißlich braune Flecken, Flügel und Schwanz sind hell-dunkel gebändert. Die Beine sind bis zum Ansatz der graubraunen Zehen befiedert und haben schwarzbraune Krallen.
Es treten drei Farbmorphen auf. Die rote Morphe ist oberseits rötlich braun, unten hell und zum Bauch hin matt gelblich bis weiß. Die graubraune und rötlich graue Morphe sind oben viel stärker gefleckt und gestrichelt.

## Lebensweise
Die Orient-Zwergohreule bewohnt halboffenes und offenes Waldland, Parks, Savannen und baumbestandene Flussufer, auch Siedlungen von den Niederungen bis ins Bergland, im Himalaya bis in 2.300 Meter Höhe. Sie lebt überwiegend von Insekten und Spinnen, erbeutet aber gelegentlich auch kleine Wirbeltiere. Ihr dreisilbiges raues kroik ku kjuuh ist mehrere hundert Meter weit zu hören.

## Verbreitung
Das Verbreitungsgebiet erstreckt sich von West-Indien, Sri Lanka und Nord-Pakistan bis Ostsibirien, Japan, Taiwan und die Malaiische Halbinsel. O. s. sunia (Hodgson, 1836) bewohnt Pakistan und Nepal bis Assam und Bangladesch. O. s. stictonotus (Sharpe, 1875) von der Mandschurei bis Korea ist die größte und hellste Unterart. Bei O.s. japonica Temminck & Schlegel, 1845 auf Hokkaido und Kyushu ist die rote Morphe häufig. O. s. modestus 	(Walden, 1874), die durch ihre Flügelform charakterisiert ist, findet sich von Assam bis Myanmar, Nordwest-Thailand und Indochina sowie auf den Andamanen und Nikobaren, wobei die zeichnungsarmen Exemplare dieser Inselgruppen zuweilen als Unterart O. s. nicobarius (Hume, 1876) abgetrennt werden. Bei O. s. malayanus (Hay, 1845) von Süd-China bis zur Malaiischen Halbinsel ist der Fuß weniger befiedert und das Gefieder mehr kastanienbraun. O. s. rufipennis 	(Sharpe, 1875) von Bombay bis Madras ist ähnlich, aber dunkler. O. s. leggei Ticehurst, 1923 aus Sri Lanka ist eine kleine und dunkle Unterart, bei der es auch eine zimtbraune Morphe gibt. O. s. distans Friedmann & Deignan, 1939 kommt von Myanmar, dem nördlichen und östlichen Thailand bis Indochina vor.